# 맛술
맛술은 요리할 때 맛을 내기 위하여 음식에 넣는 술이다. 청주, 소주, 미림, 포도주 등이 쓰인다.

## 같이 보기
- 플람베